# Plebicula casildae
Plebicula casildae är en fjärilsart som beskrevs av Ramon Agenjo Cecilia 1934. Plebicula casildae ingår i släktet Plebicula och familjen juvelvingar. Inga underarter finns listade i Catalogue of Life.